# ميلان أكوا
ميلان تيريل أكوا (من مواليد 22 ديسمبر 1997) هو لاعب كرة سلة أمريكي. لعب كرة السلة الجامعية لفريق ولاية واشنطن كوجر وكاليفورنيا بابتيست لانسر.